# استرپتوکوک اکوئینوس
استرپتوکوک اکوئینوس (Streptococcus equinus)، گونه‌ای از استرپتوکوک است. این باکتری، گونه غالب استرپتوکوک در مجرای گوارشی اسب است. استرپتوکوک اکوئینوس شباهت زیادی به استرپتوکوک بوویس دارد. این باکتری توانایی ایجاد عفونت‌های فرصت طلب در بسیاری از جانوران را دارد و در چند مورد موجب اندوکاردیت در انسان شده‌است.